# Église Saint-Barthélémy de Liginiac
Pour les articles homonymes, voir Église Saint-Barthélémy.
L'église Saint-Barthélémy est une église catholique située à Liginiac, en France.

## Localisation
L'église est située dans le département français de la Corrèze, sur la commune de Liginiac.

## Historique
L'édifice est classé au titre des monuments historiques en 1930.
L'église est connue pour la présence d'un modillon coquin.

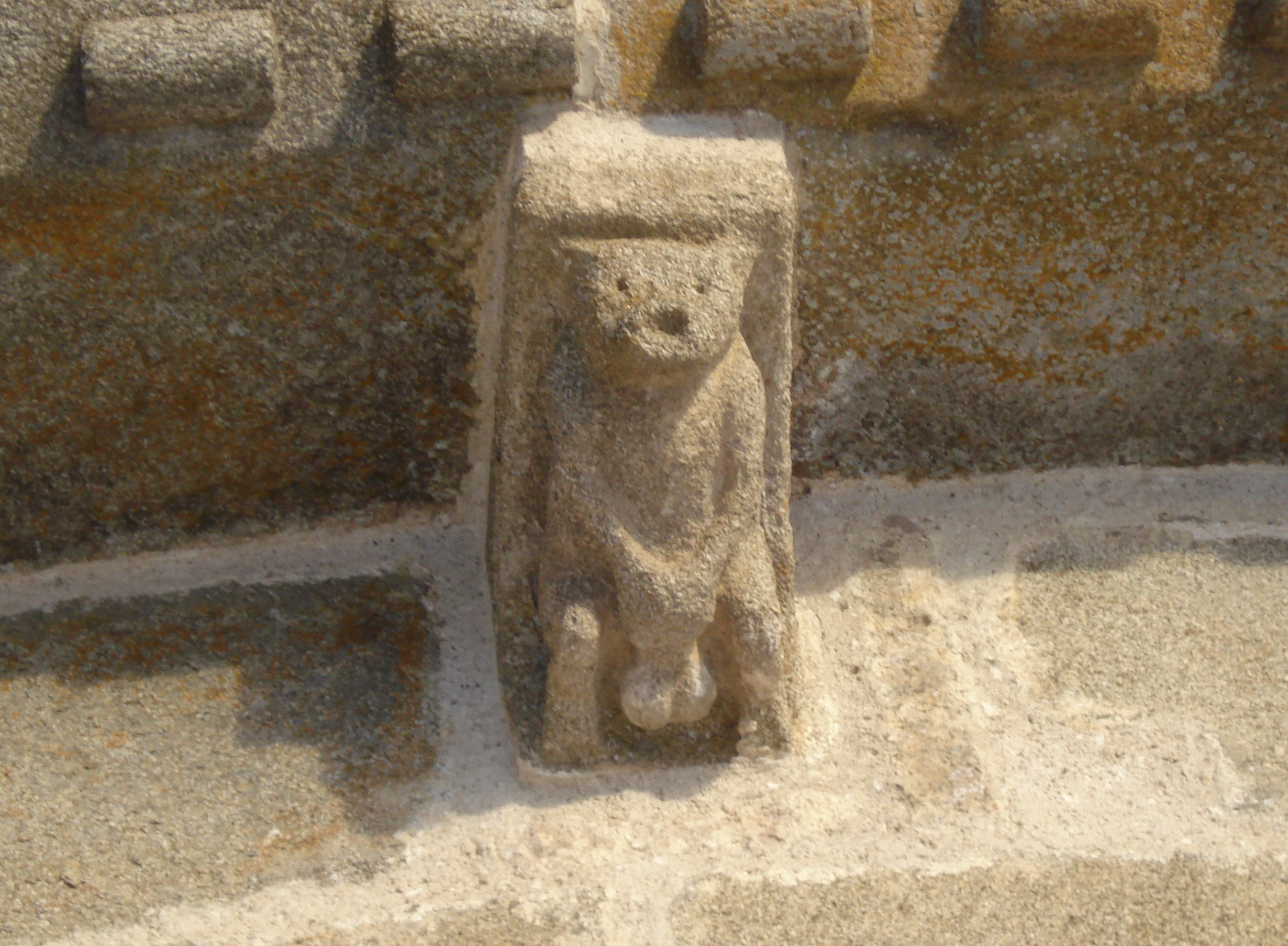
Une particularité remarquée sur le mur de l'église
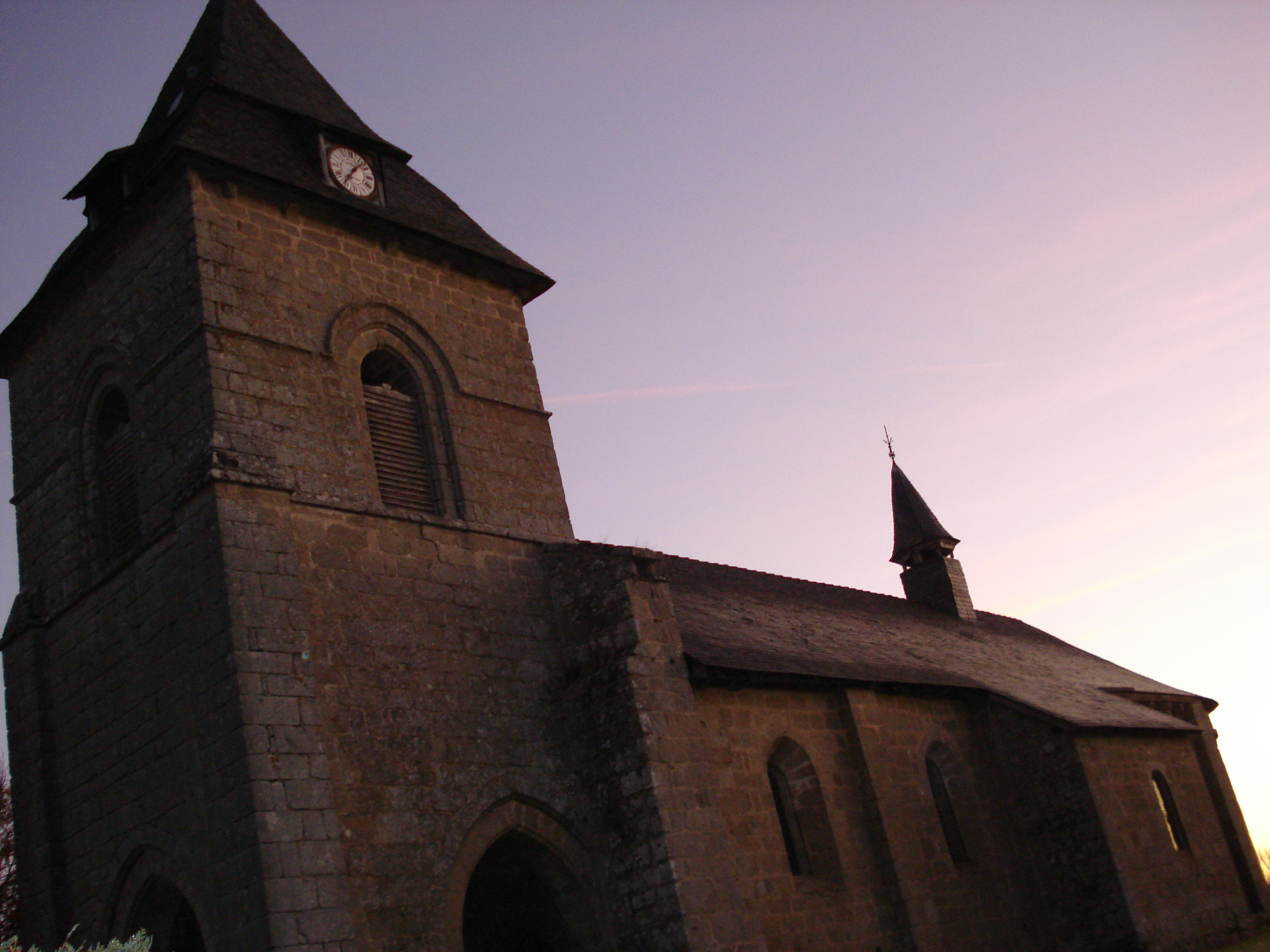
L'Église
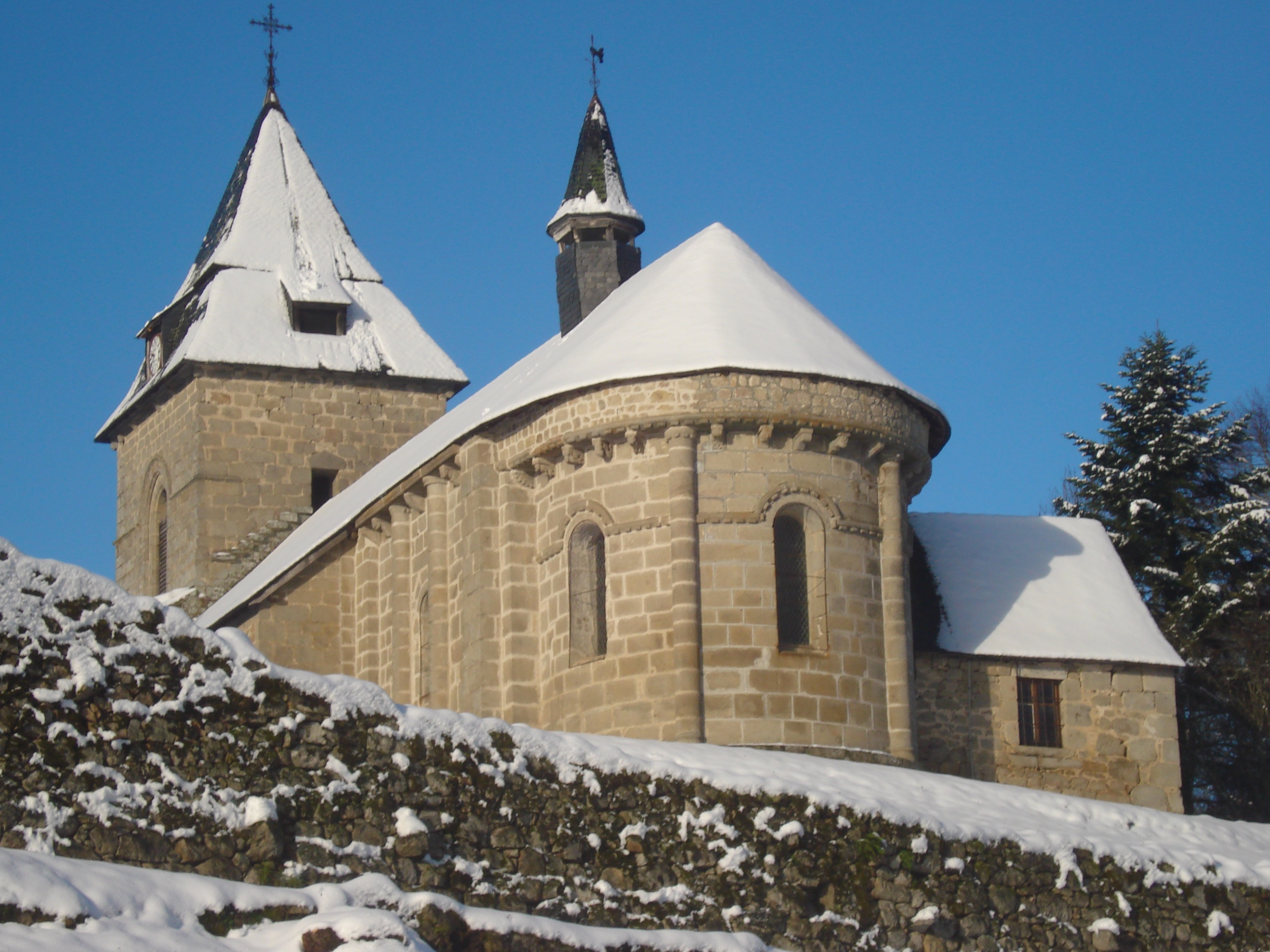
L'église sous la neige
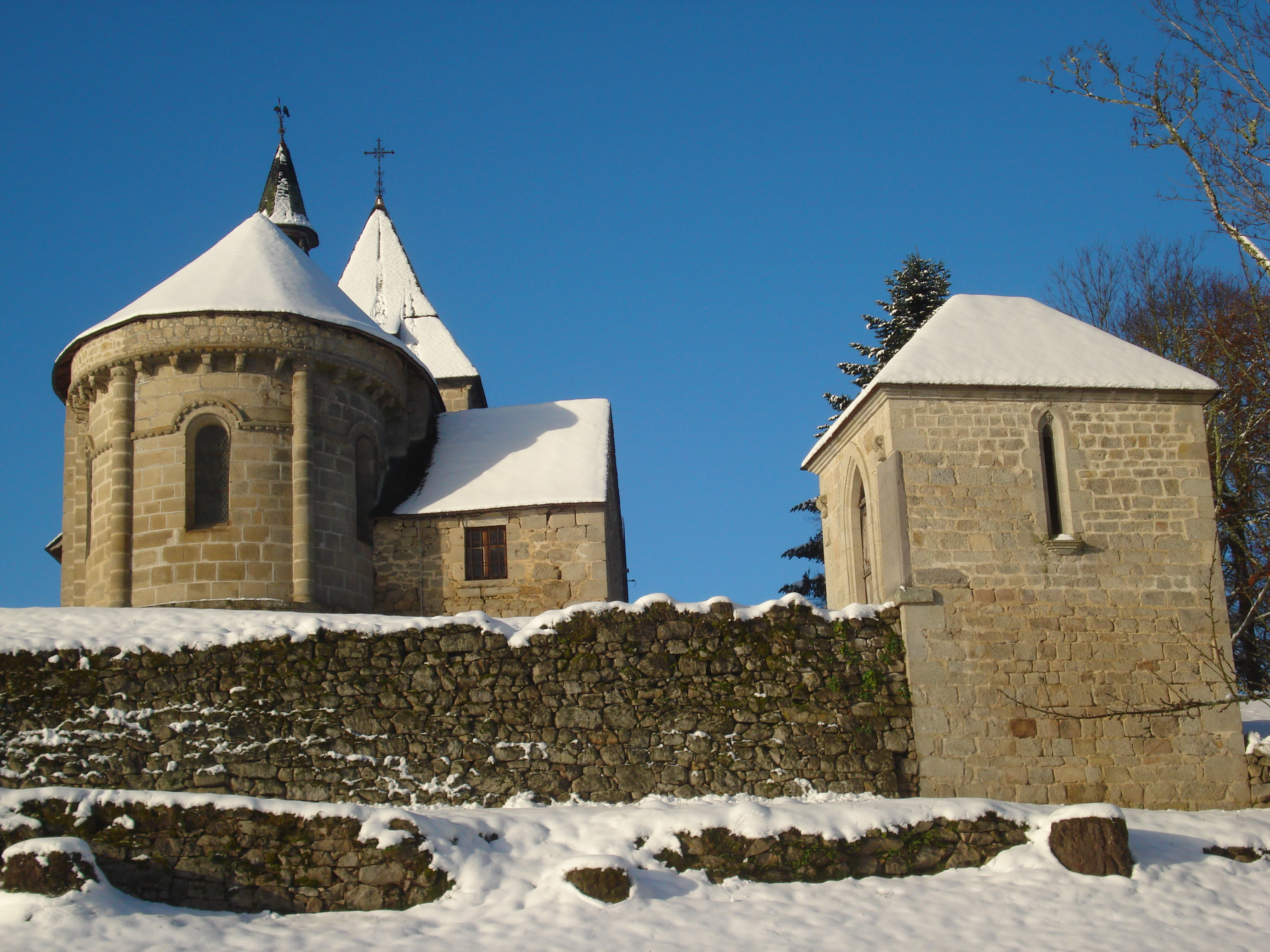
L'église sous la neige
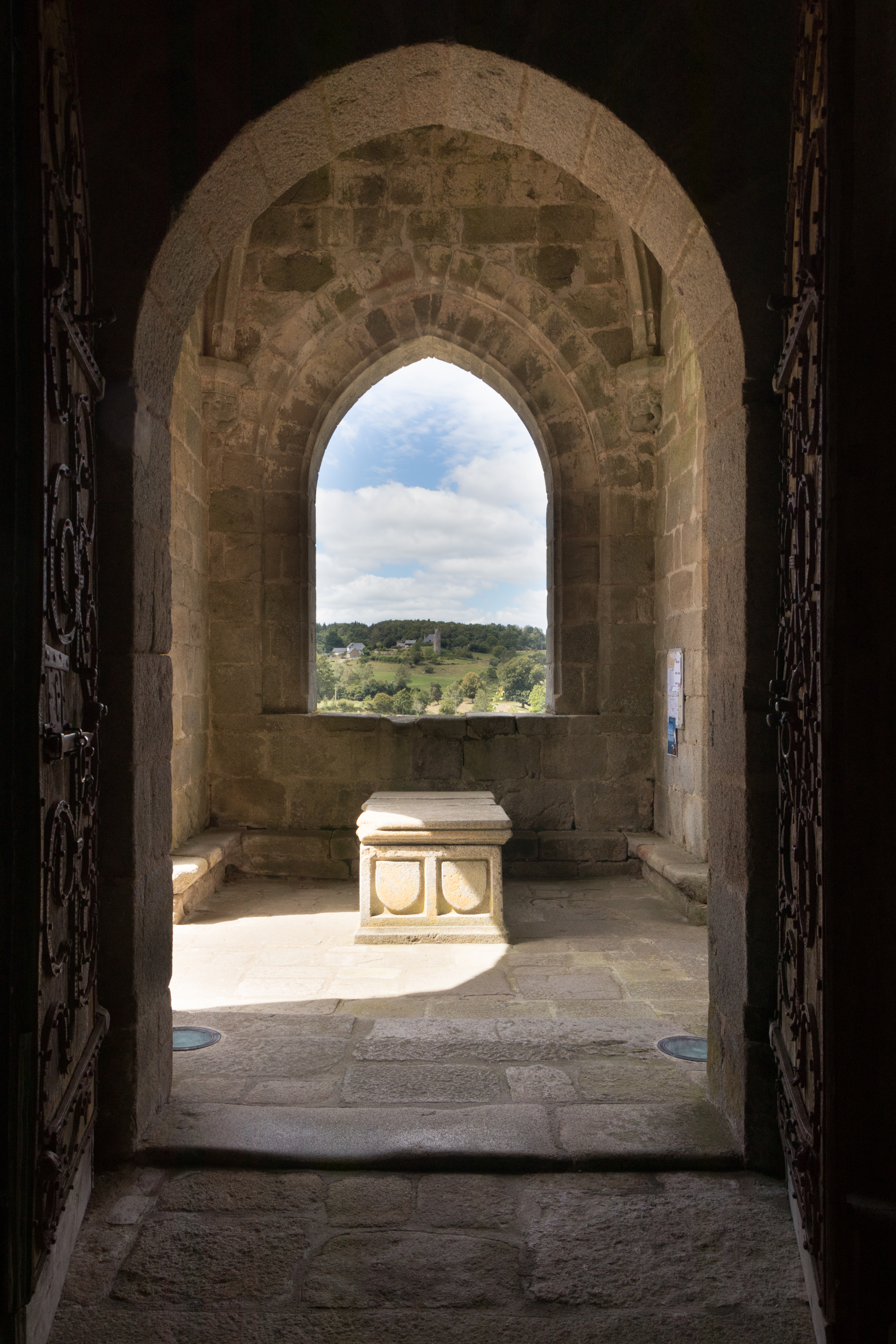
Narthex dans la tour de l'église Saint-Barthélémy de Liginiac. Aout 2020.